# Ali-Shir Nava'i
Nizām-al-Din Alī-Shīr Herawī (tiếng Chagatai và tiếng Ba Tư: نظام الدین على شير هروی; tiếng Uyghur: ئەلىشىر نەۋائى; tiếng Uzbek: Alisher Navoiy) (9 tháng 2 năm 1441 – 3 tháng 1 năm 1501) – nhà thơ vùng Trung Á, nhà ngôn ngữ, họa sĩ, nhà triết học của Hồi giáo mật tông (Sufism), nhà chính trị của vương quốc Khorasan. Ông sáng tác bằng tiếng Ba Tư nhưng chủ yếu là bằng tiếng Chagatai (tiếng Tuốc-ki). Tác phẩm của ông có sự ảnh hưởng mạnh mẽ đến sự phát triển của ngôn ngữ văn học các nước Trung Á và Uzbekistan.

## Tiểu sử
Ali-Shi Nava’i sinh ở Herat (nay là Afghanistan). Chú và bác là những nhà thơ, nhạc sĩ và nhà thư pháp nổi tiếng thời bấy giờ. Từ nhỏ được dạy dỗ cùng với con em của giới quý tộc triều Timur, Ali-Shi kết bạn với Husayn Bayqarah - vị vua tương lai của đất nước, đồng thời cũng là một nhà thơ và là mạnh thường quân của giới văn nghệ sĩ. Trong số các thầy của Ali-Shi Nava’i có nhà thơ Jami – sau này họ trở thành những người bạn thân thiết. Năm lên 15 tuổi Ali-Shi đã sáng tác bằng cả tiếng Ba Tư lẫn các thứ tiếng Tuốc-ki (Turkic languages).
Vào năm 1496, ông được vua Husayn phong làm quan phụ trách in ấn của Triều đình. Năm 1472, ông được phong chức Vizia, sau đó là Êmia. Vào năm 1476, ông nghỉ làm quan nhưng vẫn giữ quan hệ thân thiết với nhà vua. Thời kỳ đương nhiệm ông đã ủng hộ vật chất cho các nhà bác học, các nhà triết học, các văn nghệ sĩ. Ông thành lập nhóm những người sáng tạo, trong đó có cả nhà vua, nhà thơ Jami và chính bản thân ông. Theo sáng kiến của Ali-Shi nhiều trường dòng, thư viện, bệnh xá và cầu cống mới được xây dựng. Với tư cách là nhà tư tưởng, nhà triết học, ông theo đuổi tư tưởng của giáo phái Sufism.
Di sản mà ông để lại cho đời là rất đồ sộ và đa dạng: tất cả gần 30 tác phẩm lớn về thơ ca, triết học và khoa học. Riêng về thơ ca có 3150 bài thơ, khoảng 50 ngàn câu thơ. Đỉnh cao sáng tạo của ông là bộ Khamse gồm năm sử thi:
- Hayrat-ol-abrar (Wonders of Good People) (حیرت الابرار)
- Hayrat-ol-abrar (فرهاد و شیرین)
- Layli va Majnun (لیلی و مجنون)
- Sab'ai Sayyar ("Seven travellers (planets)", سبعه سیار)
- Sadd-i-Iskandari ("Alexander's Dam", سد سکندری, an epic poem about Alexander the Great).

Trong đó: Hayrat-ol-abrar là trường ca triết học gồm 64 chương về những vấn đề đạo đức và tôn giáo. Nhà thơ đề cao những lý tưởng công bằng xã hội. Hayrat-ol-abrar là câu chuyện tình của một hảo hán với một người đẹp, cốt truyện vay mượn của Nezami nhưng được Ali-Shi Nava’i phát triển thành một mẫu anh hùng lý tưởng, sử dụng thơ ca dân gian và truyền thuyết. Layli va Majnun là câu chuyện tình đầy nước mắt có nguồn gốc Ả Rập từng được nhiều nhà thơ trước đó thể hiện thành công như Nezami, Jami, Ami Khurso. Trường ca này có sự ảnh hưởng rất lớn đến các nền văn học phương Đông và thơ ca dân gian của Uzbekistan. Sab'ai Sayyar (Bảy hành tinh) là một trường ca bao gồm bảy câu chuyện phê phán tầng lớp quan lại trong triều. Trường ca cuối cùng: Sadd-i-Iskandari là tác phẩm về cuộc đời của vị tướng huyền thoại Alexandros Đại đế của Macedonia.
Trên thế giới tượng của Ali-Shi Nava’i được đặt ở các thành phố: Moskva, Tashkent, Navoiy, Tokyo và sắp có ở Washington, D.C., Baku. Ở Uzbekistan có thành phố, đại lộ, bến tàu điện ngầm, nhà hát balê mang tên ông. Liên Xô (cũ) có tàu biển mang tên Ali-Shi Navai, phát hành tem thư in hình ông nhân dịp 500 ngày sinh và đồng tiền vàng nhân dịp 550 ngày sinh. Năm 2007 ở Washington (Mỹ) đã tổ chức Hội thảo khoa học "Ali-Shi Nava’i và sự ảnh hưởng đến sự phát triển văn hóa các dân tộc Trung Á".

## Một số bài thơ

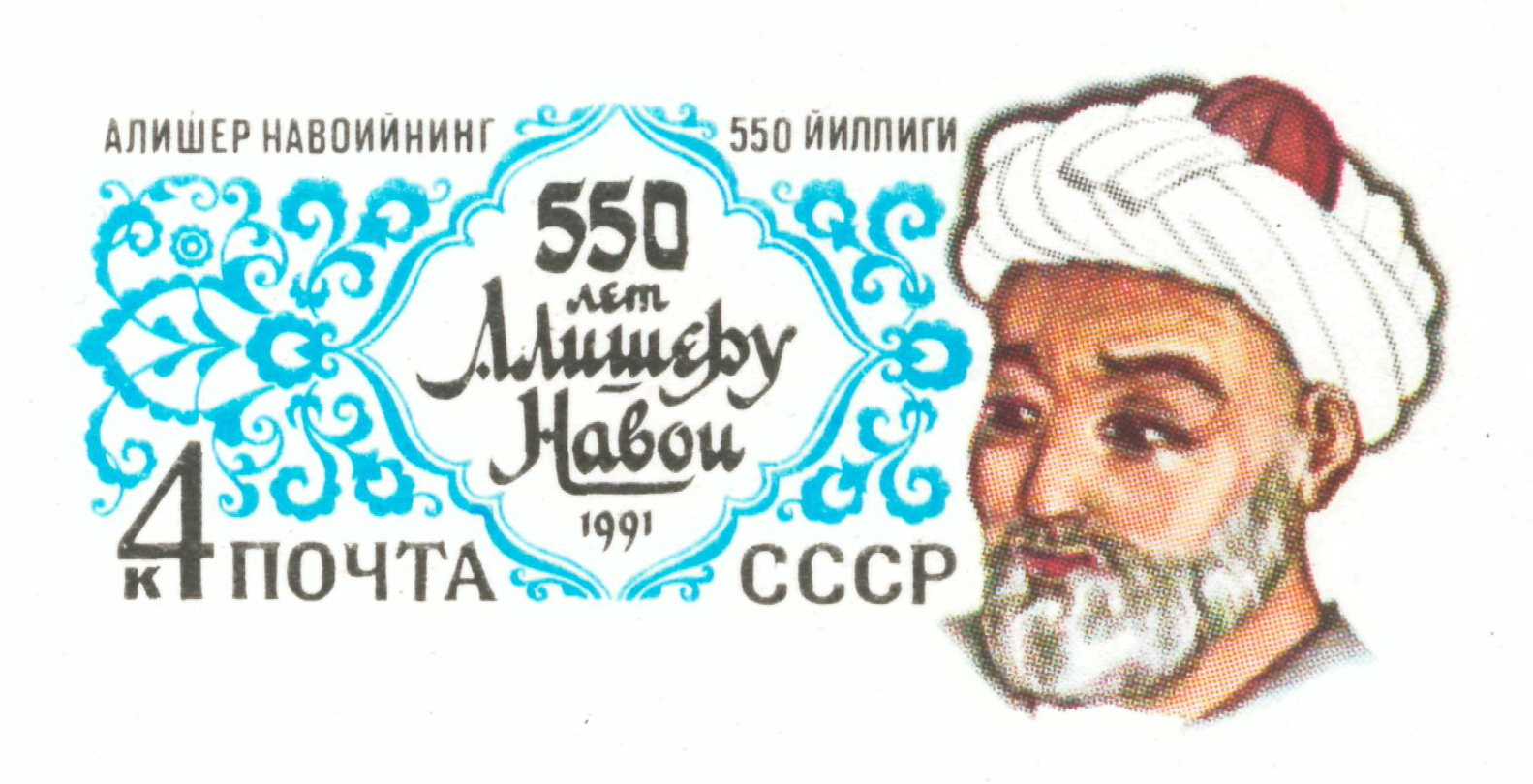
Tem thư Liên Xô năm 1991

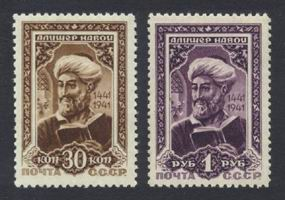
Tem thư Liên Xô năm 1942

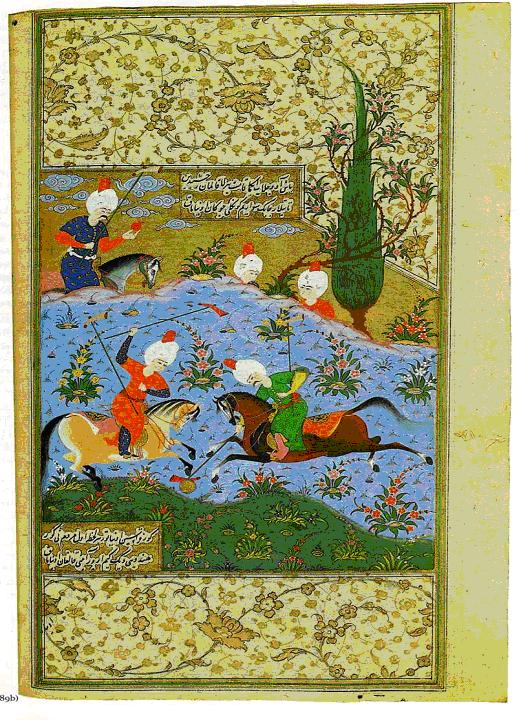
Một bìa sách

***
Khi cuộc đời con người đã về xế bóng
Thì trong công việc ngày càng nhiều vật cản.
Nhưng có hai thứ càng trẻ lại trong hồn:
Là những ước mơ và thói tiện tằn, bủn xỉn.
 
***
Muốn ân huệ Đấng Sáng Tạo cho mình
Thì hãy làm điều ân sủng cho dân.
Ai cả đời không ban ơn, bố thí
Thì ân huệ của Ngài – giấc mơ suông.
 
***
Ai người từng hứa hẹn bằng lời nói
Thì hãy thực hiện, hãy làm như vậy.
Vì hứa hẹn cũng giống như nợ nần
Cần trả xong – như lời Ngài từng dạy.
 
***
Cần thực hiện những lời hứa của mình
Vì nợ nần không trang điểm lương tâm
Vì trả nợ - luật cho người chính đạo
Việc dây dưa luôn là chuyện sai lầm.
 
***
Nếu bỗng nhiên bạn thấy có việc cần
Bạn hãy hỏi cái người có cảm tình
Dù người ta từ chối, nhưng trước hết
Thấy người ta, bạn tĩnh lặng trong lòng.
 
***
Càng ít gặp, càng ít nhìn thấy nhau
Thì tình cảm càng mạnh, càng ngọt ngào
Vì nỗi khát khao chuyện trò sẽ nảy
Lòng ước ao được gặp lại cho mau.
 
***
- Ai nói nhiều sẽ nhân lên sai lầm
Valiyulla nói vậy
- Mọi bất hạnh đều từ lời vang lên
Nabiyulla cũng từng nói vậy.
 
***
Ai phụng sự vua để có cơm ăn
Người này có thể điếc, mù, què chân
Nhưng giữ gìn bí mật như ngôi mộ
Là điều khó nhất ở chốn trần gian.
Bản dịch của Nguyễn Viết Thắng